# Джезабель
«Джезабе́ль» (англ. Jessabelle) — американский фильм ужасов 2014 года режиссёра Кевина Гротерта с Сарой Снук, Джоэль Картер и Марком Уэббером в главных ролях. В США премьера фильма состоялась 7 ноября 2014 года, в России — 27 ноября.

## Сюжет
В начале фильма происходит страшная трагедия. Главная героиня Джезабель попадает в жуткую аварию со своим женихом. В результате случившегося мужчина погибает, а девушка теряет неродившегося ребёнка и вынуждена временно передвигаться в инвалидной коляске. Отец забирает дочь в свой дом, который находится в глуши и давно уже обветшал. Девушка решает, что этот переезд станет отличным поводом к началу новой жизни и, возможно, в этом доме ей удастся оправиться от случившегося. Джезабель всё время думает о гибели любимого человека и никак не может совладать с мрачными мыслями, преследующими её.
Она селится в комнате, в которой раньше жила её мать, которая давно умерла. Джезабель находит в её комнате странные вещи. В её руки попадает старая видеокассета, включив которую, она видит мать, обращающуюся к ней. Женщина записала видео, чтобы рассказать дочери всё, что произошло давным-давно. Джезабель смотрит записи и понимает, что предсказания, записанные на кассете, сбываются.

## В ролях
| Актёр            | Роль                 |
| ---------------- | -------------------- |
| Сара Снук        | Джесси               |
| Джоэль Картер    | Кейт                 |
| Марк Уэббер      | Престон, друг Джесси |
| Дэвид Эндрюс     | Леон Лорент          |
| Ана де ла Регера | Росаура              |
| Эмбер Стивенс    | мёртвая девушка      |
| Крис Эллис       | шериф Прюитт         |
| Брайан Хэллисей  | Марк                 |
| Вон Уилсон       | Мозес                |
| Лариса Олейник   | Сэм                  |